# Rusanda
Rusanda je slano jezero v Vojvodini (severna Srbija), poleg banatske vasi Melenci. 

## Okolica
Podobno kot Cerkniško jezero tudi jezero Rusanda v poletni vročini presahne.
V povezavi z jezerom so nastale toplice Rusanda, kjer uporabljajo poleg drugih terapij tudi terapijo s peloidom, ki ga grabijo iz jezera in je primerno zlasti za zdravljenje revmatizma. Toplice delujejo od leta 1867. 
Na južni strani jezera je vas Melenci, kjer se je rodila redovnica Marija Bogner; na severozahodni strani pa je vas Kumane.
- Slano in suho jezero Rusanda - pogled na vas Melenci oktobra 2018
- Gospa ugotavlja, da je snov na dnu jezera res slana